# X
X [eks] är den tjugofjärde bokstaven i det moderna latinska alfabetet. I svenskan uttalas den i regel som ks, men som s då den står initialt i ett ord.

## Historia
| Feniciskt Sāmekh | Grekiskt Xi | Grekiskt Chi | Etruskiskt X | Latinskt X |
| Feniciskt Sāmekh | Grekiskt Xi | Grekiskt Chi | Etruskiskt X | Latinskt X |

Till det latinska alfabetet kom bokstaven "X" från den grekiska bokstaven "chi". Den bokstaven står dock i modern grekiska för en av två tonlösa frikativor: [x] som i tyska ach eller [ç] som i tyska ich, i stället för ett x-ljud, som i stället skrivs med bokstaven "xi". Bokstaven "xi" härstammar från den feniciska bokstaven "samekh" med osäker betydelse, kanske "fisk", och även "chi" hade en motsvarighet i det feniciska alfabetet, dock inte i de senare semitiska alfabeten.

## Datateknik
I datorer lagras X samt förkomponerade bokstäver med X som bas och vissa andra varianter av X, plus bokstäver för klickljud, med följande kodpunkter:
| U+0078                             | x | LATIN SMALL LETTER X                   | U+0058 | X | LATIN CAPITAL LETTER X                | de flesta där latinskt alfabet används |
| U+02E3                             | ˣ | MODIFIER LETTER SMALL X                |        |   |                                       |                                        |
| U+1E8D                             | ẍ | LATIN SMALL LETTER X WITH DIAERESIS    | U+1E8C | Ẍ | LATIN CAPITAL LETTER X WITH DIAERESIS |                                        |
| U+1E8B                             | ẋ | LATIN SMALL LETTER X WITH DOT ABOVE    | U+1E8A | Ẋ | LATIN CAPITAL LETTER X WITH DOT ABOVE |                                        |
| U+1D8D                             | ᶍ | LATIN SMALL LETTER X WITH PALATAL HOOK |        |   |                                       |                                        |
| U+00D7                             | × |                                        |        |   |                                       | symbol, multiplikation                 |
| IPA för klickljud                  |   |                                        |        |   |                                       |                                        |
| U+01C0                             | ǀ | LATIN LETTER DENTAL CLICK              |        |   |                                       | IPA, khoisanspråk                      |
| U+01C1                             | ǁ | LATIN LETTER LATERAL CLICK             |        |   |                                       | IPA, khoisanspråk                      |
| U+01C2                             | ǂ | LATIN LETTER ALVEOLAR CLICK            |        |   |                                       | IPA, khoisanspråk                      |
| U+01C3                             | ǃ | LATIN LETTER RETROFLEX CLICK           |        |   |                                       | IPA, khoisanspråk                      |
| U+0297                             | ʗ | LATIN LETTER STRETCHED C               |        |   |                                       | IPA (ersatt med ǃ)                     |
| U+0298                             | ʘ | LATIN LETTER BILABIAL CLICK            |        |   |                                       | IPA, khoisanspråk                      |
| ASCII och ASCII-baserade kodningar |   |                                        |        |   |                                       |                                        |
| 0x78                               | x |                                        | 0x58   | X |                                       |                                        |
| EBCDIC-baserade kodningar          |   |                                        |        |   |                                       |                                        |
| 0xA7                               | x |                                        | 0xE7   | X |                                       |                                        |